# Torre al passeig Marítim, 16 (Sant Vicenç de Montalt)
Torre al passeig Marítim, 16 és una obra noucentista de Sant Vicenç de Montalt (Maresme) inclosa a l'Inventari del Patrimoni Arquitectònic de Catalunya.

## Descripció
Torre aïllada d'estil noucentista del primer quart del segle xx, envoltada per un jardí. A més de la planta baixa té un pis i unes petites golfes. A la planta baixa hi ha un porxo alb columnes i una terrassa de ferro. L'acabament forma un ràfec, i les cobertes són a dues aigües.